# Saison 29 d'Alerte Cobra
 (juin 2020).
Si vous disposez d'ouvrages ou d'articles de référence ou si vous connaissez des sites web de qualité traitant du thème abordé ici, merci de compléter l'article en donnant les références utiles à sa vérifiabilité et en les liant à la section « Notes et références ».
Chronologie
Saison 28 Saison 30
Cet article présente le guide des épisodes la vingt-neuvième saison de la série télévisée Alerte Cobra.

## Distribution

### Acteurs principaux
- Erdoğan Atalay : Sami Gerçan (inspecteur)
- Tom Beck : Ben Jäger (inspecteur)

### Acteurs récurrents
- Katja Woywood : Kim Krüger (chef de service)
- Daniela Wutte : Susanne König (secrétaire)
- Dietmar Huhn : Henri Granberger (brigadier)
- Gottfried Vollmer : Boris Bonrath (brigadier)
- Katrin Heß : Jenny Dorn (brigadier)
- Siggi H : Siggi Müller (brigadier)
- Niels Kurvin : Armand Freund (police scientifique)
- Kerstin Thielemann : Isolde Maria Schrankmann (procureure générale)
- Carina Wiese : Andréa Gerçan (femme de Sami)
- Oliver Pocher : Oliver Sturm

## Diffusion
En Allemagne, la saison a été diffusée du 10 mars 2011 au 14 avril 2011, sur RTL Television.
En France, la saison a été diffusée du 14 mai 2013 au 28 juin 2013 sur TMC. À noter que TMC diffusait aléatoirement les épisodes.

## Épisodes

### Épisode 1:Crédit limité
- Allemagne : 10 mars 2011 sur RTL Television
- France : 14 juin 2013 sur TMC

### Épisode 2:Sans passé
- Allemagne : 17 mars 2011 sur RTL Television
- France : 13 juin 2013 sur TMC

### Épisode 3:La roue tourne
- Allemagne : 24 mars 2011 sur RTL Television
- France : 31 mai 2013 sur TMC

Lors d'une course cycliste, un participant est délibérément renversé par une voiture et meurt des suites de ses blessures. Ben et Sami, qui se trouvent alors parmi les spectateurs avec leur nouvelle collègue Jenny Dorn, prennent immédiatement en chasse le fuyard, mais en vain. La police établit qu'il s'agissait d'un meurtre. 

### Épisode 4:Et... action!
- Allemagne : 31 mars 2011 sur RTL Television
- France : 29 mai 2013 sur TMC

### Épisode 5:Le retour de la taupe
- Allemagne : 7 avril 2011 sur RTL Television
- France : 30 mai 2013 sur TMC

### Épisode 6:Le jumeau
- Allemagne : 14 avril 2011 sur RTL Television
- France : 28 mai 2013 sur TMC

Ben et Sami sont depuis plusieurs mois sur la piste de Peter Van Heerlen, un criminel lié à plusieurs affaires. Ils espèrent avancer dans leur enquête grâce à Tom, un agent sous couverture infiltré au sein de l'organisation de Van Heerlen. Il est cependant tué au cours de sa mission. Ben et Sami ont alors une idée audacieuse : Recruter Marc, son frère jumeau, afin de prendre sa place et continuer la mission d'infiltration. Celui-ci accepte, en mémoire de son frère.